# Animalize Live Uncensored
Kiss: Animalize Live Uncensored es un vídeo en vivo de la banda estadounidense Kiss, grabado en el Cobo Hall de Detroit el 8 de diciembre de 1984 durante la gira promocional del álbum Animalize. El concierto fue originalmente presentado en el canal MTV. El evento fue filmado el mismo día en el que el guitarrista Bruce Kulick fue nombrado como miembro oficial de la banda, reemplazando a Mark St. John. La única versión en DVD disponible es una versión hecha en Brasil grabada directamente de una versión japonesa en laserdisc.

## Lista de canciones
1. "Detroit Rock City" (Paul Stanley, Bob Ezrin)
2. "Cold Gin" (Ace Frehley)
3. "Creatures of the Night" (Stanley, Adam Mitchell)
4. "Fits Like a Glove" (Gene Simmons)
5. "Heaven's on Fire" (Stanley, Desmond Child)
6. "Thrills in the Night" (Stanley, Jean Beauvoir)
7. "Paul Stanley’s guitar solo"
8. "Under the Gun" (Stanley, Eric Carr, Child)
9. "War Machine" (Simmons, Bryan Adams, Jim Vallance)
10. "Eric Carr’s drum solo"
11. "Young and Wasted" (Simmons, Vinnie Vincent)
12. "Gene Simmons’ bass solo"
13. "I Love It Loud" (Simmons, Vincent)
14. "I Still Love You" (Stanley, Vincent)
15. "Love Gun" (Stanley)
16. "Lick It Up" (Stanley, Vincent)
17. "Black Diamond" (Stanley)
18. "Rock and Roll All Nite" (Stanley, Simmons)

## Créditos
- Paul Stanley- voz, guitarra
- Gene Simmons- bajo, voz
- Eric Carr- batería, voz
- Bruce Kulick- guitarra, voz[3]

## Certificaciones
| País                                                             | Certificación | Ventas   |
| ---------------------------------------------------------------- | ------------- | -------- |
| Estados Unidos                                                   | Platino       | 100,000^ |
| ^ cifras de envíos sobre la base de la certificación por sí sola |               |          |